# 竹沟革命纪念馆
竹沟革命纪念馆，即中共中央中原局旧址，位于中华人民共和国河南省确山县西30公里的竹沟镇延安街。

## 历史
始建于1956年。此馆馆名由周恩来题写，纪念中国共产党当时誉为“小延安”的重要根据地。1988年，被中华人民共和国国务院公布为第三批全国重点文物保护单位。
纪念馆内陈列共分六大部分，分别是早期革命活动、开辟豫南桐柏山区根据地、河南抗战的领导中心、中原抗战的战略支撑点、竹沟惨案以及夺取抗战的最后胜利。展品共计400余件，绘制场景4处，大型雕塑作品4件。